# ファーストペンギン!
『ファーストペンギン!』は、2022年10月5日から12月7日まで日本テレビ系「水曜ドラマ」枠にて放送されたテレビドラマ。主演は地上波の民放GP帯の連続ドラマ初主演となる奈緒。森下佳子の脚本によるオリジナル作品。
本作の主人公のモデルは、山口県萩市で60人の漁師たちを束ねて「萩大島船団丸」を設立し、朝採れした水産物を箱詰めして消費地へ直送する「鮮魚ボックス」事業で「漁業6次産業化」を成功させた坪内知佳である。
タイトルの「ファーストペンギン」とは、元来臆病なペンギンの中で、多くの敵が潜む海に最初に飛び込み、仲間たちを先導する「勇気ある一羽目のペンギン」を指す。

## あらすじ
「金なし」「家なし」「仕事なし」のシングルマザー岩崎和佳は、5歳の息子・進と共に、職を求めて寂れた港町・汐ヶ崎に移り住んできた。
地元のホテルの仲居として働き始めた和佳は、ある日漁師の片岡洋と出会い、「あんたにこの浜を立て直してもらいたい」と、1万円を渡され懇願される。アジとサバの違いもわからないような素人の和佳であったが、汐ヶ崎の漁師たちのボスとして漁業の世界へ飛び込むことになり、ぶつかり合いながらも彼らの夢を背負う奮闘の日々が始まる。

## キャスト

### 主要人物
岩崎和佳（いわさき のどか）
演 - 奈緒
本作の主人公。「金なし」「家なし」「仕事なし」のシングルマザー。
住み込みでホテルの仲居として働くため汐ヶ崎へ移住し、そこで出会った片岡から1万円の報酬で浜の立て直しを依頼され、鮮魚直売事業「お魚ボックス」の収益化に奮闘する。
「お魚ボックス」事業を守るため汐ヶ崎を去ることになるが、その10年後、海洋環境を守るにはまず山の環境からと、林業の立て直しに奮闘している。
片岡洋（かたおか ひろし）
演 - 堤真一
漁船団「さんし船団丸」の船団長。「1万円で浜を立て直してくれ」と和佳にオファーをかける。真っ直ぐで情に厚く親分肌だが、見栄っ張りで実は傷つきやすい人間臭い性格。和佳に亡き妻みやこの面影を重ね合わせる。
和佳が汐ヶ崎を去った後、日本各地の漁港に赴き、漁師たちへの「お魚ボックス」事業の指導に邁進する。
岩崎進（いわさき すすむ）〈5 → 15〉
演 - 石塚陸翔（10年後：城桧吏）
和佳の一人息子。保育園児。ペンギン好きで、ペンギンが主人公の「ペンペンのだいぼうけん」という絵本を常に持ち歩いてる。喘息持ち。
和佳が汐ヶ崎を離れたことで片岡とは疎遠となるが、10年後、山口県の高校に進学し、片岡と再会する。

### さんし船団丸
音船漁港を本拠地とする片岡たちが立ち上げた漁業団。「さんし」の名は、片岡・磯田・山中（篤）の3人の名前（ひろし、たかし、あつし）の3つの「し」から取られている。
永沢一希（ながさわ かずき）
演 - 鈴木伸之
若手漁師。数年前、都会から汐ヶ崎に移住し「さんし船団丸」に加わる。
仕事を淡々とこなし、嫌な顔ひとつせずに手伝ってくれるため先輩漁師や和佳から「お助けマン」的に重宝されている。
交際相手のアイナが妊娠したことを契機に、苦渋の決断をして「さんし船団丸」を去り神戸に渡るが、後日、お腹の子供の父親が彼女が二股交際していた男性と判明し、船団に復帰する。
磯田高志（いそだ たかし）
演 - 吹越満
片岡と幼なじみのベテラン漁師。縁の下の力持ち。危機管理能力が高く片岡の頼れる右腕的存在。
山中篤（やまなか あつし）
演 - 梶原善
片岡と幼なじみのベテラン漁師。おバカだが素直で愛嬌がある。片岡のことを「ひろ兄ぃ」と呼び慕っている。
山中たくみ（やまなか たくみ）
演 - 上村侑
若手漁師。篤の一人息子。
父親のコネで「さんし船団丸」に身を置くが、漁業に興味がなく、船団員たちと距離を置く。遅刻、サボりの常習犯。
「お魚ボックス」の品質向上に熱くなる片岡たちに触発され、心を入れ替え「お魚ボックス」事業に尽力するようになる。
和佳が汐ヶ崎を離れると小森とともに回転すし店などに鮮魚を売り込む営業に回り、梨花と結婚して男の子を授かる。
大島大三（おおしま たいぞう）
演 - 田中美央
漁師。おやじギャグが好き。高身長で、ガタイが大きい。通称「ダイさん」。
中川忠次（なかがわ ちゅうじ）
演 - 山口祥行
漁師。強面なルックスが特徴的。通称「チュウさん」。
小峠省一（ことうげ しょういち）
演 - 松本実
漁師。女好きかつ、下ネタ好き。キャバクラによく通っている。通称「ショウさん」。
鮫島
演 - みずと良
漁師。
砂原
演 - 西丸亮
漁師。
亀田
演 - 小路さとし
漁師。
小森賢太郎
演 - 北川尚弥（第7話 - ）
新人漁師。大学の経済学部卒の青年。流通大手に勤務していたが、仕入れ先を巡り上層部と衝突したことをきっかけに、流通革命を起こすかもしれないと注目していた「さんし船団丸」に加わる。メモ魔だが、指示にない部分は効率優先で、人の心に寄り添った臨機応変な対応が出来ず、それを注意されても指示不足を盾に自身を正当性しようとすることから船団丸の漁師たちから反感を買う。
篤と揉めたことからロープを切断し、漁船が転覆事故を起こしそうになった原因を作った犯人と睨まれるが、逢坂が真犯人と推測されたことで疑いが晴れる。
和佳が汐ヶ崎を離れると、たくみとともに回転すし店などに鮮魚を売り込む営業に尽力する。
岡室爽
演 - 長谷川ティティ（第7話）
新人漁師。爽やかな印象の体育会系。小中高と陸上をやっていた。
逢坂孝徳
演 - 矢崎広（第7話・第8話・最終話）
新人漁師。元玩具メーカー「サンエピカ」の営業マン。会社が倒産したことから「さんし船団丸」に加わるが、自社製品の「やーだー君」のぬいぐるみに気付かなかったことから山藤そよに素性を怪しまれ履歴書を再確認されると、嘘の履歴に偽造された自動車運転免許で、SNSで捕まえた「サンエピカ」の元社員からも逢坂という人物を知らないと言われ、ロープを切断した犯人と推測されるが、連絡が取れなくなる。
正体は辰海が送り込んだ暴力団「辿絢会」の準構成員・宮里勝孝という男であったことが農水省の溝口の調査で判明する。

### 和佳の関係者
琴平祐介（ことひら ゆうすけ）
演 - 渡辺大知（小学生時代：村上秋峨、5歳時：市野叶）
東京に住む和佳の相談相手。進の喘息のかかり付け医。実はみやこの連れ子で、片岡とは養父と息子の関係。
幼い頃から片岡が持ち帰った二人分しかないお土産のケーキを妹たちに譲るなど、片岡や異父妹たちに気を使っていた。
母の病死をきっかけに医者を志し、医大進学を考え、その際も片岡に気を使い、母の実家の琴平家に学費の援助を願い出るが、琴平家の養子になることを条件に出され、それを受け入れようとしたところ、学費をなんとか工面しようとしていた片岡と衝突し、片岡に金銭面で苦労させまいと断ろうと言い争ううち、母が亡くなったのは片岡に嫁いだせいだと失言し、それ以降、片岡と絶縁状態となっていた。
和佳が汐ヶ崎を離れた後、地元・汐ヶ崎の跡継ぎのいない病院を引き継ぎ、帰郷して交際する東京の男性パートナー・林田と共に「ことりん病院」を運営する。
山藤そよ（やまふじ そよ）
演 - 志田未来（第2話 - ）
和佳のママ友。息子同士が同じ保育園に通っている。和佳が忙しいときは進の面倒を見てくれるなど、彼女を応援する。
優しい性格で、いつも和佳の相談にのってくれる。和佳から「そよそよ」と呼ばれる。
事務処理能力が高く、後に「さんし船団丸」に事務員として参加し、彼女のことを仕事面でも支える存在になる。
和佳が汐ヶ崎を離れた後も「さんし船団丸」の運営に携わっている。
山藤要（やまふじ かなめ）
演 - 川田琥太郎
そよの息子。保育園児。進と仲良しで、「カッちゃん」「スッくん」と呼び合う。
溝口静（みぞぐち しずか）
演 - 松本若菜
農林水産省の職員。農林漁業の「6次産業化プロジェクト」担当。漁獲量が低下の一途を辿る日本の水産業に危機感を抱いている。
男社会の漁業の世界で、初めてプロジェクトに申請してきたのが女性の和佳であったことに驚くが、漁師と漁協を意識改革する水産業界を救う「ジャンヌ・ダルク」になって欲しいと和佳を応援する。
重森梨花（しげもり りんか）
演 - ファーストサマーウイカ
汐ヶ崎漁港の魚市場の仲買人。圧力をかける漁協に内緒で和佳に魚を卸したり、「さんし船団丸」の漁師に鮮魚が傷まない梱包方法を教えるなど協力する。姉御肌な性格。
祐介の幼馴染で、中学の頃に告白しているがフラれている。
和佳が汐ヶ崎を離れるとたくみにアプローチをかけて結婚し、男の子を授かる。

### 汐ヶ崎漁協
杉浦久光（すぎうら ひさみつ）〈70〉
演 - 梅沢富美男
汐ヶ崎漁業協同組合の組合長。漁師たちにとって頭の上がらない存在。
自分に話を通さず、和佳が漁協の統括に鮮魚直売事業の申請を直接頼んだことが気に入らず、「さんし船団丸」の事務所に乗り込み、今後は燃料給油など「さんし船団丸」に協力しないと圧力をかけ、漁協の既得権益を守るため、彼女の「お魚ボックス」事業に次々と嫌がらせを行っていく。
当初は「お魚ボックス」事業を潰すことにムキになっていたが、汐ヶ崎の港が活気づき、漁師たちが豊かになっていく様子をみて考えを改め、「お魚ボックス」を推し進めようとするも、漁協幹部や辰海に逆らうことができず和佳たちを助けることができなかった。しかし、辰海が工作員を送りさんしを潰そうとしておきながら、無関係を装い和佳に「お魚ボックス」を止めるよう脅している様子に義憤を感じ、辰海が工作員を送り込んだ一連の会話の録音データを暴露した上で、辰海に土下座をして「お魚ボックス」事業の存続を懇願し、和佳に味方する。
和佳が汐ヶ崎を離れた後に辰海が他界すると、政界進出に色気を見せる。
安野茂（やすの しげる）
演 - 遠山俊也
漁協の職員。組合長の腰巾着のような存在。

### 浜尻水産
浜尻公平
演 - 高杉亘
汐ヶ崎の漁師。「さんし船団丸」が「お魚ボックス」で収益を上げていると知り、自分たちも鮮魚直売をやりたいと、漁協の組合長・杉浦に詰め寄る。
波佐間から「お魚ボックス」事業を一つの会社組織で行おうと呼びかけられると、それに応じる。
貝塚寿英、根岸満久
演 - 画大（第2話 - ）、辻本達規（第2話 - ）
浜尻水産の漁師。

### その他
片岡みやこ（かたおか みやこ）
演 - 中越典子
洋の亡妻。幼い一人息子・祐介を持つシングルマザーだったが洋と子連れ結婚し、生前は「さんし船団丸」の運営を任され、盛り立てて「福の神のような人」と呼ばれていた。しかし、病を押して働き通しで、病院に行かず治療を受けなかったことから、祐介が高校生の時に若くして亡くなっている。旧姓：琴平。
ペンギンマニアで、生前はペンギンがあしらわれたグッズを収集しており、ペンギンを飼育することも真剣に考えていた。
千波、美波
演 - 塚尾杏樹、中村乙葉
みやこが片岡と結婚して授かった娘たち。
波佐間成志
演 - 小西遼生（第8話 - 最終話）
1次産業のビジネスマッチングを進めるコーディネーター。元農水省の官僚で、野々宮の元部下。海外で漁師を経験している。
融資を貸し剥がしされ、金策に駆け回る和佳からの要請を受け、食品商社「神饌オーガニクス」から資金を調達する。
東京大学卒で地頭がよく、汐ヶ崎に乗り込み「お魚ボックス」の血抜きや梱包などの実務を要領よく覚えていく。
東北の小さな漁村の生まれで、15歳の時に浜がつぶれ、漁師だった父は酒浸りになり、母は家を出ていき、ある日、酔った父が漁船から転落死するなど悲惨な思いをしており、水産業を盛り上げようと農水省の官僚を志した。しかしその熱意が上層部に煙たがられたことから国には見切りをつけ、民間の力で水産業を盛り上げようと退官している。
漁師の利益優先の考えに憑りつかれており、和佳に汐ヶ崎の漁師をとりまとめ、一つの会社組織にすることを提案し、浜尻水産などに呼びかけ、海外企業をバックに持つ「神饌オーガニクス」との鮮魚請負の契約を取り付けて漁協を形骸化する脱法スキームを推し進めるが、日本の漁場を海外に奪われることを危惧する辰海が圧力をかけ「神饌オーガニクス」に契約を破棄させたため、企てが頓挫する。
辰海一郎太
演 - 泉谷しげる（第8話 - 最終話）
汐ヶ崎を地盤に持つ元議員。西部漁連の会長が「さんし船団丸」を潰すことに手間取る杉浦に痺れを切らせ、担ぎ上げられ登場し、「さんし船団丸」を潰すため「針」と称する工作員を船団に送り込む。
「神饌オーガニクス」の背後にいる外国企業に日本の漁場を奪われることを恐れ、一旦は「神饌オーガニクス」に圧力をかけ汐ヶ崎の漁師たちが締結した鮮魚請負の契約を破棄させ汐ヶ崎の漁師たちを助けるが、和佳に「お魚ボックス」事業をやめるように脅しをかける。
和佳から「お魚ボックス」事業と漁協の共存共栄を訴えられるが、なおも「お魚ボックス」の取りやめを迫ったところ、杉浦から録音されていた「さんし船団丸」を潰すために工作員を送り込んだ一連の会話を暴露され、「お魚ボックス」事業を潰さないよう懇願された上、和佳が汐ヶ崎を去る交換条件を提示され「お魚ボックス」事業を潰すことから手を引く。和佳が汐ヶ崎を去った5年後、他界する。
林田楽
演 - 大貫勇輔（第8話 - 最終話）
東京で祐介と暮らす男性パートナー。整形外科医。宿泊した片岡がお礼状を残し山口に帰ったことを祐介に報告する。
片岡が波佐間の登場でさんしに居場所がないと戻ってきた際も、彼を優しく受け入れる。
和佳が汐ヶ崎を離れた後、汐ヶ崎の跡継ぎのいない病院を引き継いだ祐介とともに、その病院「ことりん病院」を運営する。
保育士
演 - 慧璃
進と要が通う「しおがさき保育園」の保育士。

### ゲスト

#### 第1話
太一
演 - ニシダ・コウキ（ラランド）
「さんし船団丸」の漁師。借金苦から、船団の資金を持ち逃げしようとし、漁師を辞めてしまう。
女将
演 - 伊藤かずえ（第2話）
汐ヶ崎ホテルの女将。シングルマザーの和佳を仲居として雇い、仲居の仕事の合間の副業を許可する。
しかし、漁協から圧力をかけられたこともあり、和佳の身を案じて「お魚ボックス」から手を引くように告げる。
仲居
演 - 風見梨佳
汐ヶ崎ホテルの仲居。浜尻とぶつかって配膳中の料理をこぼし、ズボンを汚してしまう。
仲居
演 - 岩田絵里奈（日本テレビアナウンサー）（カメオ出演）
杉浦の古希祝いの宴会で給仕する、メガネをかけた仲居。
仲居
演 - 藤下栞（第2話）
ママ
演 - 春日井静奈
汐ヶ崎のカラオケスナック「スター☆フィッシュ」のママ。
ユリア
演 - 青山めぐ（第2話）
「スター☆フィッシュ」のバイト店員。汐ヶ崎ホテルで開かれる宴会のコンパニオンのバイトも掛け持ちしている。
コンパニオン
演 - 鈴木美和（第2話）

遠藤
演 - 加部アカネ
和佳の高校時代の転校生。生まれつき髪の毛が薄茶色で、担任教師から髪を黒く染めるように指導され涙する。校則の矛盾を和佳が担任教師に指摘し、一時はクラス内で毛染めしない機運が高まったが、学級会で担任教師の圧力に屈し、和佳の働きかけを迷惑だと言って毛染めに応じる。
担任教師
演 - 板垣雄亮
月島学院高校の教師。遠藤に生まれつき薄茶色の髪の毛を黒髪に染めるよう指導するが、和佳から「それならまず、髪染め禁止の校則を撤廃すべきだ」と、校則の矛盾を指摘される。
中川康介
演 - 伊沢弘（第2話）
山口県漁業協同組合西部統括支店・統括支店長。通称「統括さん」。和佳から鮮魚直売事業の許可を懇願され、三方良しでないと商売は成り立たないと助言し、助言に対する和佳のアイデアに納得して鮮魚直売事業を許可する。しかし杉浦に自身の女性関係の醜聞で脅され、和佳からの色仕掛けで許可したと嘘をつき、許可取り消しの動きに転じる。
市職員
演 - 佐藤裕（第2話）
汐ヶ﨑市の職員。漁協の統括が鮮魚直売事業を許可したことから、すんなりと市の許可のハンコを押す。
杉浦の差し金で鮮魚直売事業の許可の取り消しに傾くが、農水大臣が和佳を応援すると国会中継で発言したことで、許可を継続する。
県職員
演 - 水野智則（第2話）
山口県の職員。市役所が鮮魚直売事業を許可したことから、すんなりと県の許可のハンコを押す。
杉浦の差し金で鮮魚直売事業の許可の取り消しに傾くが、農水大臣が和佳を応援すると国会中継で発言したことで、許可を継続する。

#### 第2話
重森良治
演 - 矢田政伸（第6話・第9話）
梨花の父親。魚市場の仲買人。漁協が圧力をかける前だったことから、和佳に魚を卸してくれる。
テレビ出演する「さんし船団丸」を除け者にする漁協が、水揚げ数を誤魔化していた不正の証拠集めに協力する。
安堂孝史
演 - 大河内浩
農林水産大臣。後援会での女性蔑視発言で炎上していたことから、和佳の提案で動いた溝口から誘導され、事態の鎮静化と人気回復のため「6次産業化プロジェクト」に申請した女性の和佳を応援すると国会中継で発言する。
県職員
演 - 内藤聖羽
永沢に漁師が大怪我をしたと嘘をつかれ、県庁で行われていた鮮魚直売事業の許可取り消しの話し合いの場に永沢を案内する。
- 志武明日香[43]

#### 第3話
磯田靖子
演 - 鷲尾真知子（第6話・第8話・最終話）
高志の母親。和佳がATMから大金を引き出しているのを目撃していたことから、杉浦がばらまいた和佳がホストと豪遊する偽装写真付きの怪文章を信じてしまう。
「さんし船団丸」がテレビ出演するやっかみで、漁協女性部のウニ潰しの仕事をひとりで担当させられることになり、岩場に足を挟まれ動けなくなっているところを海水を飲み込み意識不明となり梨花に助けられるが、足を複雑骨折してしまう。
祐介が引き継いだ汐ヶ﨑の病院に通院し、林田から足の治療を受けている。
大将
演 - 六平直政（第4話・第8話・第9話）
都内の割烹「さな田」の大将。和佳から「お魚ボックス」の売り込みを受ける。後日、和佳が客を装い来店し、食べた料理を戻して1日に何件も飛び込み営業を続けた結果、急性腎障害で倒れたことを片岡に電話で告げ、怒鳴りつけて注意する。
流山（ながれやま）
演 - 速水もこみち（第4話）
東京・渋谷にあるフレンチレストラン「モンシェリミスティーク」のシェフ。琴平の友人。梱包の仕方で鮮魚の味にどのような違いが生じるか「さんし船団丸」の漁師たちに知ってもらうため、彼らにレストランに食事に来るよう、和佳に提案する。
櫻木宗平
演 - 小多田直樹
都内の飲食店「宵屋」の店長。「お魚ボックス」の飛び込み営業で訪れた和佳から料理を注文される。
店主たち
演 - 小椋毅、橋倉靖彦、成松修、重村真智子
和佳から「お魚ボックス」の飛び込み営業を受けた都内の飲食店の店主たち。
社員たち
演 - 青野竜平、小澤翔太
和佳がエレベーターで遭遇した社員たち。会話の中の「ボックス」の言葉に反応した和佳から「お魚ボックス」のチラシを渡される。

#### 第4話
たくみの同級生
演 - 瀬口黎弥（FANTASTICS）
マイルドヤンキー。就職活動に失敗して山口に戻ってきたたくみに声をかける。
柿沼彰宏
演 - 岩田和浩
都内の姿造り居酒屋「活はし」の料理人。「お魚ボックス」で氷が足りず魚が傷んだり、塩入の氷で魚がカチカチ（お魚カチンコチン事件）だったり、使い物にならない魚ばかり配送される。
店主
演 - 小椋毅
「108」の注文を「アジ大10匹、サバ8匹」ではなく、「アジ大のサバ（アジの大きさのサバ）108匹」と間違い梱包され、小さなサバ108匹を5箱に分けて配送される「108匹豆サバ事件」の被害を受けた「お魚ボックス」の注文客。
南州銀行の行員
演 - 原田悦嗣、金田誠一郎（第5話）
南州銀行汐ヶ崎支店の融資担当と支店長。杉浦から接待を受けていたことから、和佳の融資希望に魚を詰め直すだけの仕事には融資できないと突っぱねる。
平沼俊也
演 - 石井正則（第5話・第7話・第8話）
瀬戸中銀行汐ヶ崎支店の新支店長。和佳の用意した銀行の融資担当向けの「お魚ボックス」事業のプレゼン資料を偶然手にする。
ベンチャー支援に注力する方針で、独自に「お魚ボックス」の評判と実情をリサーチし、将来性があることを確信して融資を申し出る。
「お魚ボックス」の支援の成功が評価され、新設された地方のベンチャーを応援する本店の「地域活性化特別部」の部長に栄転したかと思われたが、融資の裁量権のない閑職で、さんし船団丸を目障りに考える勢力の力が働いている可能性を示唆し、和佳の力になれないことを謝罪する。
クレーム客
声 - 重村真智子
「さんし船団丸」へ「お魚ボックス」の魚が傷んでいるとのクレームの電話をかける。
旅行代理店の社員
演 - 栗山英宣
たくみが就職面接を受けた旅行代理店の採用担当。内勤の企画職希望だったたくみに、販売営業の仕事を紹介する。

#### 第6話
白峰アイナ
演 - 足立梨花（第9話・最終話）
永沢の彼女。神戸在住のアパレル販売員。
永沢の子供を妊娠したことから、汐ヶ崎への移住を和佳から勧められるが話をはぐらかし、漁師の仕事は経済的に不安定なため、永沢に転職して欲しいと考えている。
お腹の中の胎児の父親が、二股交際していた島田浩紀と判明すると、永沢を選び避けていたのにもかかわらず、それでもアイナが好きだと島田から言われたことで、彼の気持ちを受け入れ、永沢との関係を解消する。
和佳が汐ヶ崎を去って5年後、島田と離婚し、息子と共に汐ヶ崎へ移住してくる。
藤原侑一
演 - 吉田健悟（第7話）
日の本テレビのプロデューサー。「さな田」の大将の紹介で、「お魚ボックス」をテレビで取材させて欲しいと和佳に連絡してくる。
「お魚ボックス」がテレビ取材されることに嫉妬し、「さんし船団丸」に嫌がらせする汐ヶ崎漁協の不正を報道する段取りを和佳からの依頼で進めるが、和佳が汐ヶ崎漁協を威嚇するための作戦で、漁協の嫌がらせは報道しなかった。
岩田絵里奈、菅谷大介
演 - 岩田絵里奈、菅谷大介（各・日本テレビアナウンサー）
日の本テレビのニュース番組「News Life」のアナウンサー。
同番組の特集で「お魚ボックス」を取り上げる。
西部漁連の会長
演 - 金田明夫（第7話・第8話）
西部漁連の会長。「お魚ボックス」事業を推し進める方針に転換した杉浦に対し、「お魚ボックス」事業を推進させれば、漁協を中心とした水産流通が壊れ、西部漁連が日本中の漁協から袋叩きにあうと圧力をかける。
組合長1、組合長2、組合長3
演 - 山崎健二、江藤純平、谷仲恵輔
汐ヶ岬、汐ヶ浦、汐ヶ元の漁協の組合長たち。汐ヶ崎漁協の締め付けが弱く、鮮魚直販を訴える地元の漁師が増えて迷惑していると、杉浦にクレームをつける。
理容師
演 - 潟山セイキ
「アヤ理容室」の理容師。テレビ出演するかもしれないために身綺麗にしに来た大島、中川、小峠、山中たちを散髪する。
漁協女性部の部長
演 - 氏家恵（最終話）
汐ヶ崎漁協女性部の部長。「さんし船団丸」を除け者にするため、ウニ潰しの仕事を靖子ひとりに担当させる。
和佳が汐ヶ崎を去った後、祐介が引き継いだ汐ヶ﨑の病院に通院し林田の治療を受けている。
医師
演 - 諫山幸治
靖子を治療した医師。意識は回復したが、足を複雑骨折していると高志に報告する。
子供
演 - 加藤叶和（第9話）
「しおがさき保育園」の園児。進の絵に落書きしたことから喧嘩になり、要に殴られる。後日、進とは仲直りしている。
母
演 - 北川都喜子（第9話）
上記の園児の母。汐ヶ崎の漁師の妻で、そよに「さんし船団丸」のテレビ出演を止めてもらえないかと懇願する。

#### 第7話
野々宮一
演 - 寺泉憲（第8話 - 最終話）
「水産開発研究所」の所長。元農水省の官僚で溝口の元上司。自分たちが30年かかって改革することができなかった、漁協を通さず鮮魚を直売する仕組みを実現した和佳の手腕を高く評価する。
さかなクン
演 - さかなクン
溝口たち農水省が主催する「水産交流フェア」で催された、講演会の前年度のゲスト講演者。

#### 第8話
五十嵐
演 - タイソン大屋（第9話・最終話）
高知の漁師。船団丸が分裂して漁師がいなくなったことから、東京の水産フェアで漁師の経験者として片岡にスカウトされるが、興味を示すも勧誘を断る。
後日、片岡に地元の高知でも鮮魚直売をしたいと相談の電話をかけており、5年後には片岡の指導で鮮魚直売事業に乗り出している。
角刈りのお兄さん
演 - 松川真也
水産フェアの聴客のひとり。鮮魚の値段を自分たちでキロ2500円で値付けできれば、4tで年収1000万円になると答える。
聴客
演 - 古川真司
水産フェアの聴客のひとり。鮮魚の付加価値に見合った価格で直売流通すれば、利益が確保できるようになり、漁師が闇雲に漁に出ず高収入で休みの多い仕事になると和佳に説明される。
駅員
演 - 丸山翔
自動改札機の使い方が分からず、切符を入れず駅構内に入ろうとする片岡を制止する。
黒沼
演 - 佐渡山順久
瀬戸中銀行汐ヶ崎支店の平沼の後任。本店の審査部から融資不適格案件と判断が下ったことを理由に、さんし船団丸の融資の引き上げを通告する。
ファミレス店員
演 - 𠮷川亜州香
長居する片岡に「そろそろお会計してほしい」とせっつく。
祐介の同僚
演 - 長島竜也
祐介の同僚医師。高志から連絡を受け、行方不明の父・洋の安否を心配する祐介の様子に気付き、声をかける。
秘書
演 - 田口英明（第9話・最終話）
辰海の秘書。貸し剥がしで資金不足に陥ったさんし船団丸は潰れるだろうと辰海に報告する。

#### 第9話
島田浩紀
演 - 鈴之助
アイナが永沢とは別に二股交際していた男性。アイナのお腹の中の胎児の生物学的な父親と99.9%の確率でDNA判定される。
永沢と二股をかけられ、アイナが永沢を選び避けられたのにもかかわらず、それでもアイナが好きだと告白し、彼女に受け入れられる。
しかし5年後、アイナとは離婚することになる。
スーパーの店員
演 - 加賀谷圭
都内のスーパーの鮮魚コーナーの店員。さんしを避けているはずの片岡から、鮮魚をスーパーに卸す提案をされる。

#### 最終話
弁護士
演 - 木川淳一
「神饌オーガニクス」への鮮魚直売契約はさんしへは融資だが、浜尻には投資で、浜尻側からは契約が解除できない内容となっていると和佳に連絡する。
「神饌オーガニクス」の担当者
演 - 阪田マサノブ
鮮魚請負契約を解除しないと漁をストライキすると汐ヶ崎の漁師たちから連絡が入ったと波佐間に伝える。
波佐間は契約締結した漁協の組合員たちに杉浦を組合長から解任するよう命じるが、辰海からの圧力で汐ヶ崎から手を引くよう波佐間に電話連絡する。
アイナの息子
演 - 尾込泰徠
和佳が汐ヶ崎を去って5年後、島田と離婚した母アイナと共に汐ヶ崎へ移住してくる。
五十嵐の父
演 - 若尾義昭
「お魚ボックス」を始めた高知の漁師の父。地元の漁協で組合長をしている。

## スタッフ
- 原作 - 坪内知佳『ファーストペンギン シングルマザーと漁師たちが挑んだ船団丸の奇跡』（講談社）
- 脚本 - 森下佳子
- 演出 - 内田秀実[2]、小川通仁[2]、今和紀
- 音楽 - 菅野祐悟
- 主題歌 - 緑黄色社会「ミチヲユケ」（ソニー・ミュージックレーベルズ）[81]
- 漁業監修 - 宮原正典、ながさき一生[82]
- 漁業協力 - 萩大島船団丸
- 脚本協力 - 長谷井涼子
- 絵本テキスト - 室岡ヨシミコ[83]
- 絵本イラスト - 柳谷雅美[83]
- 方言指導 - 西丸亮[84]、松本実
- 企画プロデューサー - 武澤忠
- チーフプロデューサー - 三上絵里子[2]
- プロデューサー - 森雅弘[2]、森有紗[2]、阿利極（AX-ON）
- 制作協力 - AX-ON[2]
- 製作著作 - 日本テレビ[2]

## 放送日程
| 話数                                                                        | 放送日   | サブタイトル                                 | ラテ欄                                                               | 演出     | 視聴率 |
| --------------------------------------------------------------------------- | -------- | -------------------------------------------- | -------------------------------------------------------------------- | -------- | ------ |
| 第1話                                                                       | 10月05日 | シングルマザーが漁師軍団のボスに!?           | 海辺にポツン 漁港を救え!! ママが浜のボスに!? 感動の実話 爽快ドラマ化 | 内田秀実 | 8.9%   |
| 第2話                                                                       | 10月12日 | 「お魚BOX」大ピンチ! 大胆な逆転劇!           | 爽快で感動的な実話をドラマ化… お魚BOX大ピンチ! ママをいじめないで    | 内田秀実 | 7.5%   |
| 第3話                                                                       | 10月19日 | シングルマザーに詐欺師疑惑!? 漁師たちと決裂! | ママは詐欺師!? 漁師たちの150万円はどこに消えた!?                     | 小川通仁 | 7.1%   |
| 第4話                                                                       | 10月26日 | 天才フレンチシェフVS漁師軍団!                | 120万大赤字!? お魚BOXと漁師親子の危機を一流フレンチで救え            | 今和紀   | 7.7%   |
| 第5話                                                                       | 11月02日 | 謎に包まれた「先生」の正体とは!?             | 再婚話と借金貸しはがし… 男達を救うのはママの愛したペンギン!?         | 内田秀実 | 7.3%   |
| 第6話                                                                       | 11月09日 | テレビ出演で港に大波乱!?                     | テレビ出演で港町は大騒ぎ! 敵だらけの社長の秘策と涙の別れ…            | 小川通仁 | 7.5%   |
| 第7話                                                                       | 11月16日 | ”クセ強”新人登場!船転覆で絶体絶命!?          | 船団に新人加入…はラスボスの大きな罠!?                                | 今和紀   | 7.0%   |
| 第8話                                                                       | 11月23日 | 突然の倒産危機!!新たな出会い…敵か味方か!?    | ペンギン大海へ 救世主登場にジェラシーの炎                            | 内田秀実 | 4.9%   |
| 第9話                                                                       | 11月30日 | “浜の救世主”と急接近!?忍び寄る黒い影…        | 浜の全てが侵略される!? 家出した船団長を連れ戻せ                      | 小川通仁 | 7.0%   |
| 最終話                                                                      | 12月07日 | 最終回!!戦いと別れ…和佳のラスト啖呵に涙      | この浜を守る 勇気あるペンギン 最後の決断                             | 内田秀実 | 7.5%   |
| 平均視聴率 7.2%（視聴率はビデオリサーチ調べ、関東地区・世帯・リアルタイム） |          |                                              |                                                                      |          |        |